# I-name
Les i-names sont un format de XRI — un standard ouvert pour les identifiants numériques  OASIS conçu pour partager des ressources et données sur des domaines et applications. Les i-names sont des XRIs lisibles par les humains et destinés à être aussi faciles que possible à mémoriser et utiliser. Par exemple, un i-name personnel pourrait être aussi simple que "=Eve" ou "=Eve.Dupont". Un i-name d’organisation peut être aussi simple que "@Pinko" ou "@Pinko.Corporation."
Un problème que les XRIs sont censés résoudre est l'adressage permanent - à savoir comment maintenir une adresse qui n'a pas besoin de changer peu importe la fréquence à laquelle les données de la personne ou de l'organisation change. Les XRIs parviennent à faire cela en ajoutant une nouvelle couche d'"abstract" sur le numéro existant d'IP et les couches de nommage DNS utilisées aujourd'hui sur l'Internet (tout comme sur bien d'autres types d'adresses, telles que les numéros de téléphone). Une telle couche d'abstraction n'est pas nouvelle — Les URNs (Uniform Resource Names) et autres architectures d'identifiants persistants ont le même effet. Ce qui est unique à propos de la couche XRI est qu'elle offre une syntaxe unique uniforme et un protocole de résolution pour deux types différents d'identifiants :
- Les i-names — des identifiants lisibles par des humains qui ressemblent à des noms de domaines mais sont même plus simples et plus faciles à utiliser. Même s'ils ont généralement une durée de vie longue, les i-names peuvent, comme les noms de domaines, être transférés et réassignés à une autre ressource par son propriétaire. Par exemple, une société qui change son nom d'entreprise pourrait vendre son vieil i-name à une autre société, alors que les deux sociétés pourraient conserver leurs i-numbers d'origine. Néanmoins ce qui différencie les i-names des noms de domaines est qu'en pratique ils auront un i-number synonyme (équivalent) persistant (voir en dessous).
- Les i-numbers — des identifiants lisibles par des machines (similaires aux adresses IP) qui sont enregistrés vers une ressource (personne, organisation, application, fichier, objet digital, etc.) et jamais réassignés. Ceci veut dire qu'un i-number peut toujours être utilisé pour adresser une représentation réseau de la ressource tant qu'elle demeure disponible quelque part sur le réseau. Les I-numbers, comme les adresses IP, sont conçus pour être très efficaces pour les routeurs de réseaux à traiter et résoudre.

La syntaxe XRI permet aussi aux i-names et aux i-numbers d'être combinés dans le même XRI. Ainsi en fait la couche XRI supporte à la fois les synonymes i-name et i-number pour les ressources - un qui renvoie à la sémantique du vrai monde et peut changer au fil du temps, et un qui reflète l'identité persistante d'une ressource, peu important la fréquence à laquelle peuvent changer ses attributs (y compris ses i-names). Et le même protocole de résolution XRI fondé sur HTTP peut être utilisé pour résoudre soit un i-name ou un i-number (ou n'importe quelle combinaison des deux).
Les XRIs sont rétro-compatibles avec les systèmes de DNS et d'adressage IP, ainsi il est possible pour les noms de domaines et les adresses IP d'être utilisées comme des i-names (ou dans de rares cas, comme des i-numbers). Comme les noms de DNS, les XRIs peuvent être aussi "déléguées", par exemple imbriquées à plusieurs niveaux de profondeur, tout comme le répertoire de noms d'un système local de fichier sur un ordinateur. Par exemple, une société peut enregistrer un i-name (global) pour le niveau le plus haut pour elle-même et puis assigner des i-names de second -ou de plus bas niveau- à ses divisions, collaborateurs, etc. Exemples
```
=Eve.Dupont
=@Tontine*France.Bordeaux
```

Les i-names sont appelés des adresses digitales unifiées parce qu'ils peuvent être résolus en utilisant le protocole XRI à l'intérieur de tout autre type de donnée de contact de l'identité qu'ils représentent (ou tout autre type de donnée sous le contrôle de son identité - voir XDI). L'intimité est protégée parce que le propriétaire de l'identité contrôle cette résolution. Par exemple, l'enregistreur de "=Marie.Jean" ne recevrait pas de pourriel provenant de son i-name parce que ce n'est pas une adresse électronique. Résoudre "=Mari.Jean" à l'intérieur d'une adresse électronique obligerait dans un premier temps à recevoir la permission de Mary et de telles requêtes peuvent être vérifiées par les i-brokers pour s'assurer qu'elles sont légitimes.
En plus des "=noms" pour les personnes et des "@noms" pour les organisations, le troisième type essentiel des i-names est "+noms" pour des concepts génériques. Ceci est l'équivalent XRI d'un nom générique en anglais, par exemple, "+flowers", "+phone.number", ou "+table.of.contents". Les extensions +names sont très utiles dans le partage de données distribuées parce qu'elles peuvent être utilisées comme des références croisées XRI pour spécifier le type précis de données à partager. Par exemple "=Eve.Dupont/(+phone.number)/(+daytime)" et "@Pinko/(+phone.number)/(+daytime)" peuvent être utilisés pour demander respectivement les numéros de téléphone dans la journée de Eve et de Pinko.